# بازرادز بی (ماساچوست)
بازرادز بی (به انگلیسی: Buzzards Bay) یک منطقهٔ مسکونی در ایالات متحده آمریکا است که در شهرستان برنستبل، ماساچوست واقع شده‌است. بازرادز بی ۷٫۶ کیلومتر مربع مساحت و ۳٬۸۵۹ نفر جمعیت دارد و ۳ متر بالاتر از سطح دریا واقع شده‌است.